# 1967 год в истории железнодорожного транспорта
1967 год в истории железнодорожного транспорта

## События

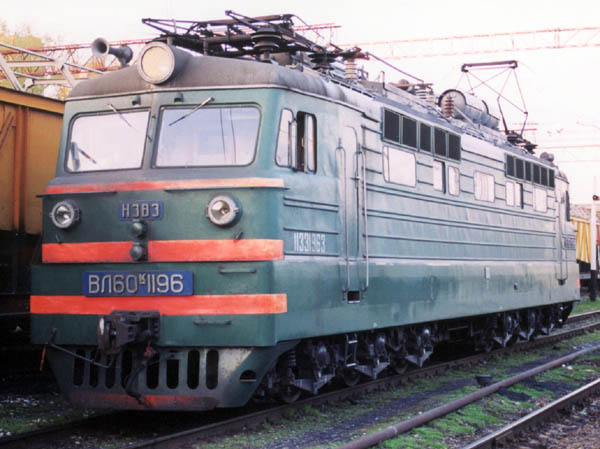
Электровоз ВЛ60

- Днепропетровский электровозостроительный завод окончил выпуск электровозов серии ВЛ26.
- Новочеркасский электровозостроительный завод прекратил выпуск электровозов серий ВЛ60, ВЛ8.
- Локомотивостроительный электротехнический завод Ганс Баймлер (ГДР) закончил выпуск электровозов серии ЕЛ2.
- В Великобритании на юге Лондона поезд сошёл с рельсов. Погибло 49 человек, ранено 78[1].
- Машинист Владимир Яцкевич в январе 1967 года на тепловозе ТЭП60 под пассажирским поездом № 187 «Чайка», сообщением Минск — Таллин, ценой собственной жизни предотвратил аварию на участке Молодечно — Вильнюс и, тем самым, спас сотни людей. За этот поступок Указом Президиума Верховного Совета БССР Владимир Яцкевич посмертно был награждён государственной наградой — орденом Трудового Красного Знамени.

## Новый подвижной состав
- В Швеции на заводах компании Allmänna Svenska Elektriska Aktiebolaget начался выпуск электровозов серии Rc.
- В Швеции на заводах компании NOHAB начался выпуск шестиосных тепловозов серии DSB MZ.
- В Италии начался выпуск тепловозов серии FS D.343.
- В Великобритании построен опытный тепловоз модели HS4000.